# Argentinische Männer-Feldhandballnationalmannschaft
Die argentinische Männer-Feldhandballnationalmannschaft vertrat Argentinien bei Länderspielen.

## Geschichte
Zwischen 1923 und 1931 spielte Argentinien sechs Spiele gegen Uruguay im Balón Urugayo, einer Variante des Feldhandballes, welche in Südamerika verbreitet war. 1952 und 1953 spielte die argentinische Mannschaft vier offizielle und ein inoffizielles Feldhandballländerspiel gegen brasilianische Auswahlmannschaften; die Seleção Paulista war die Auswahlmannschaft des brasilianischen Bundesstaates São Paulo.
Sie nahmen weder an den Olympischen Sommerspielen 1936 (einzige Ausgabe von Feldhandball) noch an einer Ausgabe der Feldhandball-Weltmeisterschaften teil.

## Liste der Länderspiele

### Legende
Dieser Abschnitt dient als Legende für die nachfolgenden Tabellen.
- A = Auswärtsspiel
- H = Heimspiel
- rote Hintergrundfarbe = Niederlage der argentinischen Mannschaft
- grüne Hintergrundfarbe = Sieg der argentinischen Mannschaft
- gelbe Hintergrundfarbe = Unentschieden

### Spiele
| Nr. | Datum         | Ergebnis | Gegner                       |   | Austragungsort             | Bemerkungen                                                  |
| --- | ------------- | -------- | ---------------------------- | - | -------------------------- | ------------------------------------------------------------ |
| 1   | 3. Feb. 1952  | 9:4      | Associação de Cultura Física | A | São Paulo                  |                                                              |
| 2   | 5. Feb. 1952  | 7:2      | EC Pinheiros                 | A | São Paulo                  |                                                              |
| 3   | 7. Feb. 1952  | 3:3      | Seleção Paulista             | A | São Paulo                  |                                                              |
| *   | 26. Feb. 1953 | 4:6      | Seleção Paulista             | H | Buenos Aires, Boca Juniors | Kombiniertes Argentinien, Charakter einer Nationalmannschaft |
| 4   | 1. März 1953  | 4:4      | Seleção Paulista             | H | Buenos Aires, San Lorenzo  | Abgebrochen auf Grund mangelndem Licht                       |

### Statistik
| Land                         | Sp. | S | U | N | Tore  | Diff. |
| ---------------------------- | --- | - | - | - | ----- | ----- |
| Associação de Cultura Física | 1   | 1 | 0 | 0 | 9:4   | +5    |
| EC Pinheiros                 | 1   | 1 | 0 | 0 | 7:2   | +5    |
| Seleção Paulista             | 2   | 0 | 2 | 0 | 7:7   | ±0    |
| Gesamt                       | 4   | 2 | 2 | 0 | 23:13 | +10   |